# Saint-Rémy-l’Honoré
Saint-Rémy-l’Honoré ist eine französische Gemeinde mit 1689 Einwohnern (Stand 1. Januar 2022) im Département Yvelines in der Region Île-de-France. Sie gehört zum Arrondissement Rambouillet und zum Kanton Aubergenville (bis 2015: Kanton Montfort-l’Amaury).

## Geographie
Die Gemeinde liegt 16 Kilometer nördlich von Rambouillet und 25 Kilometer westlich von Versailles am Ufer des Flusses Mauldre. Die Gemeinde gehört zum Regionalen Naturpark Haute Vallée de Chevreuse. Nachbargemeinden sind: Jouars-Pontchartrain im Nordosten, Coignières im Osten, Les Essarts-le-Roi im Süden, Les Bréviaires im Südwesten, Les Mesnuls im Westen, Bazoches-sur-Guyonne im Nordwesten und Le Tremblay-sur-Mauldre im Norden.

## Bevölkerungsentwicklung
| Jahr      | 1793 | 1821 | 1841 | 1861 | 1881 | 1901 | 1921 | 1946 | 1962 | 1975 | 1990 | 1999 | 2006 | 2011 |
| Einwohner | 506  | 456  | 432  | 410  | 373  | 366  | 300  | 300  | 294  | 541  | 1004 | 1299 | 1384 | 1379 |

Ab 1962 nur Einwohner mit Erstwohnsitz

## Sehenswürdigkeiten
- Ruinen des Klosters Hautes-Bruyères (das frühere Wappen des Klosters ist das heutige Gemeindewappen)

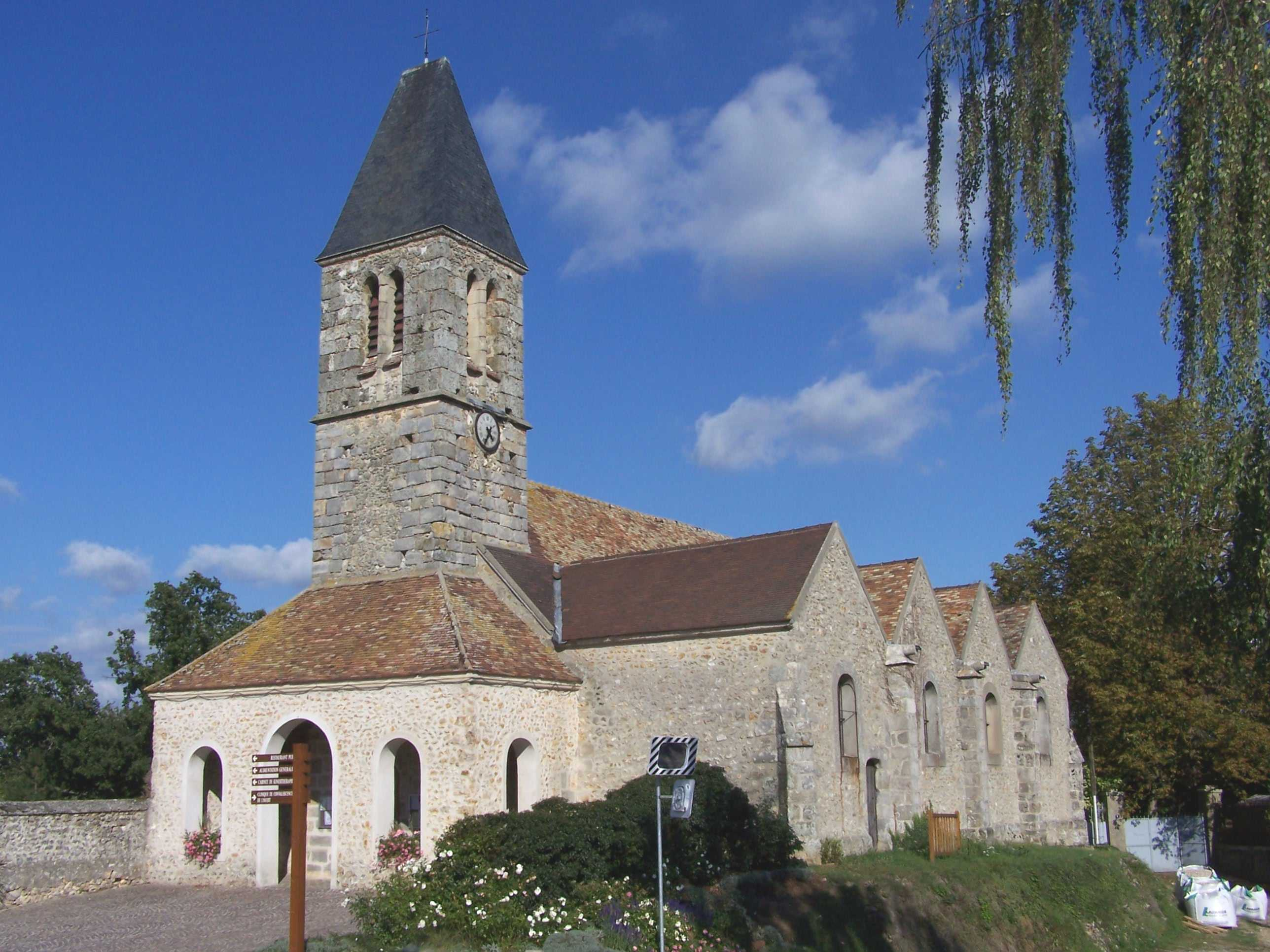
Pfarrkirche Saint-Remy